# Anthony Fainga'a
Pour les articles homonymes, voir Fainga'a.

a Compétitions nationales et continentales officielles uniquement.

b Matchs officiels uniquement.
Dernière mise à jour le 14 mars 2018.
Anthony S. Fainga'a, né le 2 février 1987 à Queanbeyan, est un joueur de rugby à XV international australien évoluant au poste de centre. Il joue avec les Kintetsu Liners en Top League depuis 2016.

## Carrière

### En club
Il a fait ses débuts dans le Super 14 avec les Brumbies. Il rejoint les Queensland Reds en 2009 avec son frère jumeau Saia Fainga'a. Il devient champion du Super 15 le 9 juillet 2011 en s'imposant avec son club en finale face aux Crusaders 18-13.

### En équipe nationale

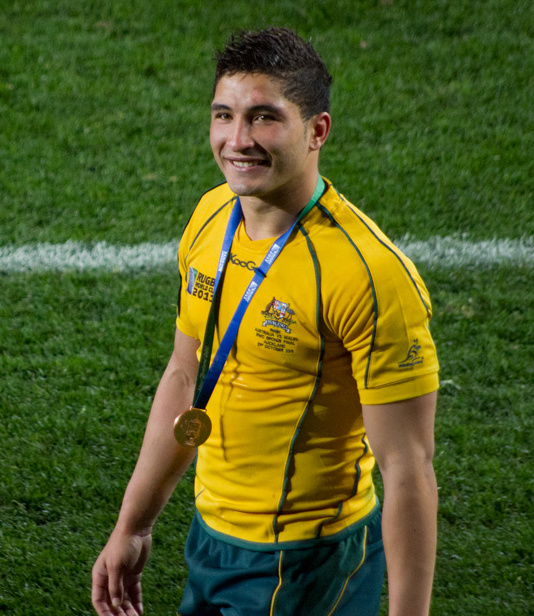
Fainga'a avec la médaille de bronze à la Coupe du monde

Il est international scolaire, des moins de 19 ans et de rugby à sept avant de devenir international senior.
Il obtient sa première cape internationale le 31 juillet 2010 à l’occasion d’un match contre l'équipe de Nouvelle-Zélande. Il est retenu par Robbie Deans le 18 août 2011 dans la liste des trente joueurs qui disputent la coupe du monde. Il dispute cinq matchs de la Coupe du monde de rugby à XV 2011.

## Palmarès
- Champion du Super 15 en 2011
- Demi-finaliste de la coupe du monde 2011